# Eisbär
Eisbär is een single van Grauzone. De single kwam in 1981 uit en is in 1986 heruitgegeven als MCD. Het nummer geldt als de grootste hit die Grauzone had in zijn korte bestaan. Een jaar na single Eisbär viel de band uit elkaar.
De tekst van Eisbär:
Ich möchte ein Eisbär sein
im kalten Polar,
dann müsste ich nicht mehr schrei'n,
alles wär so klar.
Eisbären müssen nie weinen.
Het lied Eisbär heeft met een simpele tekst en een koude sfeer. In het lied bezingt zanger Stephan Eicher hoe het zal zijn om een ijsbeer te zijn, zonder zorgen en pijn. Het lied bevat een donkere drumpartij en een saxofoonpartij aan het slot.

## Hitlijsten
In de Kink 1111, een lijst van 1111 beste liedjes aller tijden, samengesteld door het Kink FM publiek, behaalde Eisbär in 2006 de 171е plaats.

## Covers
Een cover door de Duitse band Eisbrecher verscheen up hun album Sturmfahrt uit 2017.